# Norra Vedbo härads tredje landsfiskalsdistrikt
Norra Vedbo härads tredje landsfiskalsdistrikt var 1918–1928 ett landsfiskalsdistrikt i Jönköpings län, bildat när Sveriges indelning i landsfiskalsdistrikt trädde i kraft den 1 januari 1918, enligt beslut den 7 september 1917. Detta distrikts område skulle egentligen ha ingått i de två landsfiskalsdistrikten Aneby och Tranås, men då hinder uppstod för bildandet av de två landsfiskalsdistrikten så beslutades det den 14 januari 1918 att de tre tidigare länsmansdistrikten i Norra Vedbo härad skulle ombildas till landsfiskalsdistrikt. Distriktet upphörde den 5 november 1928 (enligt beslut den 19 oktober 1928) och dess område delades upp på de två nya landsfiskalsdistrikten Aneby och Tranås.
Landsfiskalsdistriktet låg under länsstyrelsen i Jönköpings län, och landsfiskalen var 1921 baserad i Hullarydsby.

## Ingående områden
Distriktet bestod under hela dess existens av samma område: 
- Adelövs landskommun
- Haurida landskommun
- Lommaryds landskommun
- Vireda landskommun

Samtliga kommuner låg i Norra Vedbo härad.

## Landsfiskaler
- 1918–tidigast 1925: Fredrik Mårten Teodor Laurin, född 1863.[5][6]